# Inscutomonomma pseudovariabile
Inscutomonomma pseudovariabile is een keversoort uit de familie somberkevers (Zopheridae). De wetenschappelijke naam van de soort werd in 1983 gepubliceerd door Heinz Freude.